# Virtua Fighter 3
Virtua fighter 3 es el tercer juego de lucha de la serie Virtua Fighter, que incluye como novedad dos nuevos personajes: Aoi Umenoji, una luchadora japonesa del estilo Aiki-Jujutsu, y Taka-Arashi, un luchador de sumo, ambos de Japón. Taka Arashi no volvería a aparecer en títulos de Virtua Fighter hasta la versión R de Virtua Fighter 5.
Fue el primer juego arcade en utilizar la placa Model 3. Sega anunció en reiteradas ocasiones que el juego sería lanzado en Sega Saturn pero las pobres ventas de la consola y el próximo lanzamiento de Dreamcast hicieron que se cancelara su salida. El lanzamiento en Saturn suponía llevar a los límites técnicos a la consola debido a sus capacidades limitadas frente a la placa arcade Model 3, por lo que se rumoreó la puesta en venta de un cartucho junto al juego que ayudara a aumentar las capacidades gráficas de la consola.Más tarde el juego fue lanzado para la Dreamcast en su versión tb (Team Battle)

## Historia
Fue el primer lanzamiento de Sega para su nueva placa arcade Model 3. Desarrollado por Sega-AM2 al mando de Yu Suzuki, fue un juego revolucionario desde el punto de vista técnico, con gráficos que se ganaron la admiración tanto de críticos como de jugadores. Los ojos de los luchadores parecían seguir el rumbo de su adversario, sus músculos se flexionaban y relajaban, los escenarios de lucha presentaban escaleras y desniveles y Dural, el jefe final del juego, estaba hecho de una superficie metálica que reflejaba todo lo que lo rodeaba.
El estilo de juego también fue innovador. Esta entrega fue la primera en presentar escenarios ondulados en vez de los cuadrados de las versiones anteriores. Sin embargo, la mayor adición del juego fue un cuarto botón para esquivar, en conjunto a los tres botones ya establecidos (Patada, Puñetazo y Bloqueo), que se utilizaba para evadir ataques de los oponentes. Al presionar el botón sin mover la palanca, el personaje se movía hacia el fondo de la pantalla, mientras que si se presionaba a la vez que se pulsaba abajo en la palanca, el personaje se movía hacia la pantalla. Esta técnica de «evasión» permitía a los jugadores esquivar ataques, creando oportunidades para contraatacar casi de inmediato. Inicialmente, los veteranos de Virtua Fighter se resistieron a utilizar esta técnica, pero pronto se ganó un espacio entre ellos gracias a las nuevas estrategias que permitía y a lo frenéticos que se volvían los combates. La mecánica de evasión pronto fue usada por la gran mayoría de los juegos de lucha que salieron después de Virtua Fighter 3, como Tekken 3 o Dead or Alive, que fue llamado «universalmente» como sidestep.
Al ser un sonado éxito en los arcades japoneses, se anunció la salida de una versión para Sega Saturn, pero el hardware de la consola no podía manejar el juego, por lo que la calidad gráfica tuvo que ser reducida. Sin embargo, aunque tanto Virtua Fighter 3 como Sega Saturn tuvieron una popularidad inmensa en Japón, Sega Saturn no tenía el mismo impacto en el resto del mundo, por lo que Sega decidió descartar el port de Saturn y lanzar el juego en su próxima consola, la Dreamcast.

## Actualizaciones
Virtua Fighter 3tb
(Team Battle) es una versión actualizada de Virtua Fighter 3 que presenta batallas entre equipos de diferentes luchadores, uno después de que otro es derrotado. Esta versión con equipos fue lanzada en los arcades en 1997, y dos años después, en la Sega Dreamcast, siendo uno de sus primeros juegos y transformándose en uno de los juegos con más ventas en Japón para la Dreamcast. Esta versión fue muy criticada por su calidad gráfica, inferior a la de la máquina arcade. Esto se debió a la prisa con que fue programado para que coincidiera con el lanzamiento de la consola, además de que AM2 estaba ocupado en otros proyectos, dejando el trabajo de programación al Grupo Genki.
Aunque el lanzamiento del juego en Norteamérica fue retrasado, su éxito no fue similar al de Japón debido al anterior lanzamiento de Soulcalibur, que tenía gráficos impresionantes para la época. Para una porción de fanáticos de Virtua Fighter, el mejor estilo de juego de la serie lo seguía teniendo Virtua Fighter 2. En las siguientes entregas de la serie, Sega retiró tanto los escenarios ondulantes como el botón de evasión. No está claro si esto se debió a motivos técnicos o comerciales.

## Personajes

### Personajes veteranos
- Akira Yuki
- Pai Chan
- Lau Chan
- Wolf Hawkfield
- Jeffry McWild
- Kage-Maru
- Sarah Bryant
- Jacky Bryant
- Shun Di
- Lion Rafale
- Dural

### Personajes nuevos
- Aoi Umenokoji
- Taka-Arashi